# Helge Liljebjörn
Helge Liljebjörn (16 de agosto de 1904 - 1952) foi um futebolista sueco. Ele competiu na Copa do Mundo FIFA de 1934, sediada na Itália.